# Vòng loại giải vô địch bóng đá trong nhà châu Á 2006
Vòng loại giải vô địch bóng đá trong nhà châu Á 2006 đã được tổ chức vào tháng 4 năm 2006 để xác định 4 suất vé đến giải đấu chung kết ở Uzbekistan. 11 đội tuyển hàng đầu của giải vô địch bóng đá trong nhà châu Á 2005, và quốc gia chủ nhà cho giải thi đấu năm 2006, nhận được tự động gộp mặt vào trận chung kết.

## Các bảng

### Bảng A
| Đội          | Tr | T | H | B | BT | BB | HS  | Đ  |
| ------------ | -- | - | - | - | -- | -- | --- | -- |
| Malaysia     | 4  | 3 | 1 | 0 | 30 | 13 | +17 | 10 |
| Turkmenistan | 4  | 3 | 1 | 0 | 21 | 7  | +14 | 10 |
| Việt Nam     | 4  | 1 | 1 | 2 | 15 | 14 | +1  | 4  |
| Campuchia    | 4  | 1 | 1 | 2 | 11 | 21 | −10 | 4  |
| Maldives     | 4  | 0 | 0 | 4 | 2  | 24 | −22 | 0  |

| Việt Nam | 4 – 4 | Campuchia |
| -------- | ----- | --------- |
|          |       |           |

| Turkmenistan | 8 – 0 | Maldives |
| ------------ | ----- | -------- |
|              |       |          |

| Malaysia | 8 – 6 | Việt Nam |
| -------- | ----- | -------- |
|          |       |          |

| Maldives | 2 – 3 | Campuchia |
| -------- | ----- | --------- |
|          |       |           |

| Turkmenistan | 6 – 2 | Campuchia |
| ------------ | ----- | --------- |
|              |       |           |

| Malaysia | 8 – 0 | Maldives |
| -------- | ----- | -------- |
|          |       |          |

| Malaysia | 9 – 2 | Campuchia |
| -------- | ----- | --------- |
|          |       |           |

| Turkmenistan | 2 – 0 | Việt Nam |
| ------------ | ----- | -------- |
|              |       |          |

| Việt Nam | 5 – 0 | Maldives |
| -------- | ----- | -------- |
|          |       |          |

| Malaysia | 5 – 5 | Turkmenistan |
| -------- | ----- | ------------ |
|          |       |              |

### Bảng B
| Đội       | Tr | T | H | B | BT | BB | HS  | Đ |
| --------- | -- | - | - | - | -- | -- | --- | - |
| Úc        | 3  | 3 | 0 | 0 | 24 | 8  | +16 | 9 |
| Hồng Kông | 3  | 1 | 1 | 1 | 18 | 7  | +11 | 4 |
| Hàn Quốc  | 3  | 1 | 1 | 1 | 14 | 8  | +6  | 4 |
| Ma Cao    | 3  | 0 | 0 | 3 | 5  | 38 | −33 | 0 |

| Hàn Quốc | 8 – 1 | Ma Cao |
| -------- | ----- | ------ |
|          |       |        |

| Hồng Kông | 2 – 3 | Úc |
| --------- | ----- | -- |
|           |       |    |

| Hồng Kông | 14 – 2 | Ma Cao |
| --------- | ------ | ------ |
|           |        |        |

| Hàn Quốc | 4 – 5 | Úc |
| -------- | ----- | -- |
|          |       |    |

| Ma Cao | 2 – 16 | Úc |
| ------ | ------ | -- |
|        |        |    |

| Hàn Quốc | 2 – 2 | Hồng Kông |
| -------- | ----- | --------- |
|          |       |           |

## Các vòng loại
| Quốc gia chủ nhà - Uzbekistan Giải đấu năm 2005 - Iran - Nhật Bản - Kyrgyzstan - Thái Lan - Kuwait - Tajikistan - Trung Quốc - Indonesia - Iraq - Đài Bắc Trung Hoa - Liban | Vòng loại - Malaysia - Turkmenistan - Úc - Hồng Kông |